# Antoine Cornil
Antoine Cornil (Doornik, 2 februari 1998) is een Belgisch volleyballer.

## Levensloop
Cornil sloot in seizoen 2017-'18 aan bij Knack Roeselare. Voor het seizoen 2020-21 maakte hij de overstap naar het Franse Amiens Métropole VB en voor 2021-'22 maakt hij deel uit van het eveneens Franse Antony Volley.